# Турун зморшкуватий
Турун зморшкуватий (Carabus intricatus) — вид жуків родини турунових (Carabidae).

## Розповсюдження
Жук поширений на великих територіях Європи від південної Швеції та південної Англії через значні частини Центральної Європи до Середземноморського регіону та Південно-Східної Європи. Віддає перевагу середнім висотам приблизно до 1500 м над рівнем моря, але рідко трапляється в низинах.

## Підвиди
- Carabus intricatus bayardi Solier, 1835 (Італія)
- Carabus intricatus intricatus Linnaeus, 1761
- Carabus intricatus krueperi Reitter, 1896 (Греція)
- Carabus intricatus lefebvrei Dejean, 1826 (Сицилія)

## Опис
Це великий жук (24-35 мм завдовжки) з металевими фіолетовими або синіми надкрилами з грубою поверхнею; друга пара крил редукована.

## Спосіб життя
Нічні хижаки, які в основному активні навесні та на початку літа. У харчуванні віддають перевагу слимакам із роду Limax та Lehmannia marginata. У неволі призвичаїлися до печінки, корму для собак і крабових паличок. У дикій природі дорослі особини зустрічаються під корою на мертвій деревині та під камінням. Дорослі жуки живуть два-три роки. Вони активні з ранньої весни до пізньої осені, а зимують групами в камерах, викопаних у гнилій деревині чи землі.